# 楊太后 (韓林兒母)
楊太后（14世纪—1359年），元朝末年红巾军领袖韩山童的夫人，小明王韩林儿的母亲。至正十一年（1351年）五月，韩山童举事反元，被县吏举报被俘杀，杨氏携韩林儿逃到徐州武安山，住在砀山夹河。十五年（1355年），刘福通奉迎杨氏与韩林儿，二月，韩林儿在亳州登基称帝，国号宋，改元龙凤，尊杨氏为皇太后。龙凤二年（1356年）十二月，亳州失陷，韩林儿奉杨太后逃到安丰。四年（1358年）五月，刘福通攻克汴梁，筑宫殿于旧城中，迎韩林儿及杨太后居之。五年（1359年）八月戊寅，汴梁失陷，刘福通奉韩林儿在数百骑护卫下出东门逃到安丰，杨太后及韩林儿皇后、子为元兵所俘，与被俘官吏五千、符玺印章宝货被押送元京师。被处决。
另俞本《纪事录》则记载，九年（1363年）张士诚攻安丰，刘福通等求救于朱元璋，朱元璋大败张士诚后，邀请小明王及其母、妹及刘福通所领五奕官军弃城去庐州营中，似当时杨太后仍在世。未详孰是。